# Sanctuaire Nuevo Schoenstatt de Florencio Varela
Le sanctuaire Nuevo Schoenstatt de Florencio Varela, aussi appelé sanctuaire du Père (en espagnol : santuario del Padre), est un lieu de retraite catholique administré par le Mouvement de Schoenstatt, situé à Florencio Varela dans le Grand Buenos Aires, auquel l’Église catholique donne le statut de sanctuaire national. Il est rattaché au diocèse de Quilmes et au doyenné de Florencio Varela.

## Historique
Des « Sœurs de Marie » arrivent comme missionnaires en 1935 en Argentine, et en 1937 fondent une école à Nueva Helvecia en Uruguay. Elles songent à créer une réplique du sanctuaire initial du Mouvement de Schoenstatt, et en fondent ainsi la première réplique[Où ?], bénie en 1943.
En 1947, Joseph Kentenich, le fondateur du Mouvement, se rend en Amérique latine, et charge les sœurs de trouver un lieu pour une autre réplique en Argentine. Elles trouvent le lieu du sanctuaire en 1950, l’achètent le 21 juin 1951, posent la première pierre du sanctuaire le 15 août 1951.
Le sanctuaire est béni le 20 janvier 1952 par Joseph Kentenich, et est en effet le premier du genre en Argentine. L’autel des pèlerins est béni en 1958. L’oratoire du Père est inauguré en 1974. Le sanctuaire est désigné sanctuaire national en 1977. La maison de pèlerin est inaugurée en 1982.
La première pierre de l’église de Dieu-le-Père est posée en 1984, et la construction dure entre 1988 et 1992 ; son vitrail est finalement béni en 1997. Le Mouvement offre en 2002 au sanctuaire une statue de Joseph Kentenich. En 2019, le sanctuaire est temporairement fermé afin d’être restauré.